# Bourg-des-Comptes
Bourg-des-Comptes é uma comuna francesa na região administrativa da Bretanha, no departamento Ille-et-Vilaine. Estende-se por uma área de 23,34 km². Em 2010 a comuna tinha 3 351 habitantes (densidade: 143,6 hab./km²).